# Germano Boettcher Sobrinho
Germano Boettcher Sobrinho ou simplesmente Germano, (Rio de Janeiro, 14 de março de 1911 — Rio de Janeiro, 9 de junho de 1977), foi um futebolista brasileiro que atuava como goleiro.

## Carreira
Germano fez carreira no Botafogo, onde jogou de 1928 a 1935. O goleiro também jogou na Seleção Brasileira, fazendo 3 jogos e levando 7 gols. Germano foi convocado para a Copa de 1934, na Itália, onde junto com nove companheiros de Botafogo, foi reserva do também alvinegro Pedrosa.

## Títulos
Botafogo
- Campeonato Carioca: 1930, 1932, 1933, 1934, 1935[1]
- Torneio Início: 1934